# Richard Fanshawe

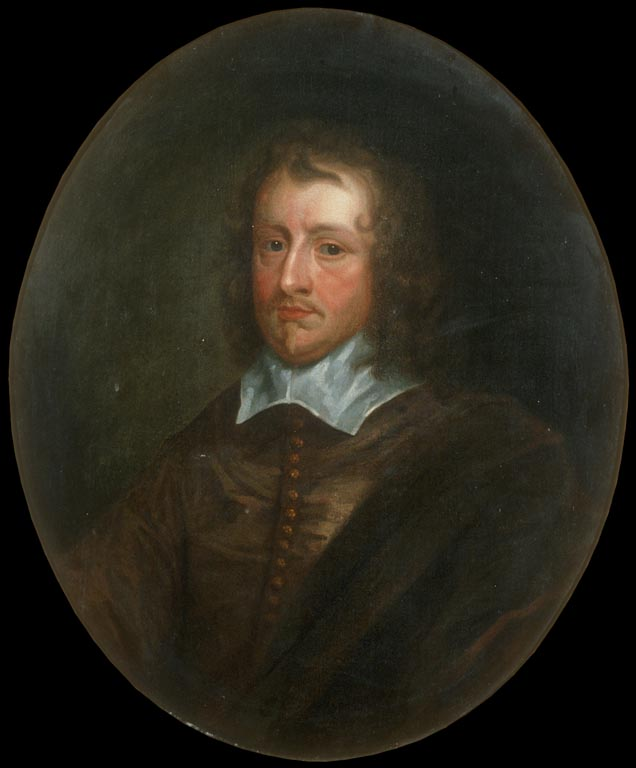
Richard Fanshawe

Sir Richard Fanshawe (Ware Park, Hertfordshire, Engeland, juni 1608 - Madrid, 16 juni 1666) was een Engels diplomaat, dichter en vertaler.
Fanshawe werd opgeleid aan de universiteit van Cambridge en reisde vervolgens veel in het buitenland. Bij het uitbreken van de Engelse Burgeroorlog koos hij de zijde van de Royalisten en werd hij naar Spanje uitgezonden om fondsen te werven voor de koning.
Na het herstel van het koningschap bekleedde hij verschillende posten. Zo was hij achtereenvolgens ambassadeur in Portugal en Spanje.
Fanshawe vertaalde onder meer Il Pastor Fido van Giambattista Guarini (1664) en Os Lusíadas (De Lusiaden) van Luís de Camões (1655).
Zijn vrouw Anne Fanshawe schreef de memoires over haar leven.